# Puente de Angostura
El puente de Angostura es un puente del tipo colgante que comunica el Estado Bolívar y el Estado Anzoátegui, Venezuela; precisamente al sudeste del país y fue diseñado y construido por Precomprimido C.A. y Constructora América C.A.. Los cajones de acceso apoyados en dos nervios fueron un récord en su época, así como el vaciado continuo bajo el agua de 120 m³/h.

## Historia
La construcción del Puente comenzó cuando el ministro Leopoldo Sucre Figarella firmó el contrato con el Consorcio Puente Orinoco. El diseño del puente viene de la mano del ingeniero  Juan Otaola Paván por la empresa Precomprimido C.A y el Dr. Salvador De Armas Hernández por la empresa Constructora América, ambos directores del Consorcio Puente Orinoco; también  contó con la participación del ingeniero Paul Lustgarten como Director por parte del Ministerio de Obras Públicas MOP. Su ingeniero residente desde el principio hasta el final de la obra fue Román Hernández García.
Su construcción comenzó el 19 de diciembre de 1962, y fue inaugurado el 6 de enero de 1967 por el presidente Raúl Leoni. Tuvo un costo aproximado de 177.512.000,00 Bolívares (35 millones de dólares para ese momento).
El contrato para el suministro y construcción de la superestructura colgante fue otorgado a United States Steel International, Ltd. Ese mismo año, último de su gobierno, el presidente Rómulo Betancourt, en ceremonia especial, colocó la primera piedra, acompañado del Gobernador del Estado, Ingeniero Rafael Sanoja Valladares y Presidente de la Asamblea Legislativa, Américo Fernández.
La construcción de la obra tardó cuatro años. Para entonces, el ingeniero Leopoldo Sucre Figarella continuaba siendo Ministro de Obras Públicas.
Al momento de su finalización era el noveno puente colgante del mundo. Actualmente es uno de los más largos de América Latina, superando al Puente Hercílio Luz de Brasil construido en los años 1920.
Está localizado a cinco kilómetros de Ciudad Bolívar y de Ciudad Orinoco. Conecta los estados Estado Anzoátegui y Bolívar.
Posee una longitud total entre estribos de 1678,5 metros, de la cual, 1272 metros corresponden a la sección colgante, de cuyo espacio, 712 metros forman parte de la zona colgante entre las torres.  Posee un ancho total de 16,60 metros, distribuidos en cuatro canales de circulación de 3,65 metros cada uno, más dos aceras de un metro. En el tramo colgante, el puente posee una altura libre de 57 metros sobre el nivel de aguas mínimas del Orinoco lo que representa 
41 metros de altura sobre el nivel de aguas máximas, respetando las normas internacionales para el tránsito naviero bajo la estructura.

## Detalles
- Tipo de estructura: puente colgante, parte principal y concreto pretensado para los tramos de acceso.
- Método de construcción: Puente colgante, tablero y pilones en estructura metálica. Puentes de acceso de vigas de cajón en concreto postensado
- Propietario: Ministerio Obras Públicas de Venezuela
- Proyectista: Sverdrup & Parcel and Associates Inc. para el Puente colgante, y Precomprimido, C.A. para los tramos de acceso
- Construcción: Consorcio Puente Orinoco Precomprimido, C.A. (90%), Constructora América, C.A (10%).
- Materiales: Concreto armado para fundaciones y anclajes. Acero para el Puente colgante, tablero y pilones. Concreto postensado para los puentes de acceso
- Dimensiones y cantidades:
- Longitud Total: 1,678.50 m
- Puente colgante: 1,272.00 m
- Longitud entre torres: 712,00 m
- Altura de las torres principales: 119.20 m
- Ancho del Tablero: 16.60 m
- Gálibo (aguas bajas): 57.00 m[4][5][6]